# Festival du film de Sundance 2002
Le Festival du film de Sundance 2002, 18e édition du festival (18th Sundance Film Festival) organisé par le Sundance Institute, s'est déroulé du 10 au 20 janvier 2002 à Park City (Utah).

## Prix attribués
- Grand prix du jury :
  - Film documentaire : Daughter from Danang de Gail Dolgin et Vicente Franco
  - Dramatique : Personal Velocity: Three Portraits de Rebecca Miller